# Mario Rossi (dessinateur)
Pour les articles homonymes, voir Rossi et Mario Rossi.
Mario Rossi (né le 31 janvier 1963 à Brescia) est un dessinateur de bande dessinée italien qui travaille principalement sur des séries d'aventure publiées par Sergio Bonelli Editore.

## Récompenses et distinctions
- 2006 : Prix Micheluzzi du meilleur dessinateur réaliste pour Dampyr (it) no 66 : Il Grande Fiume